# Raionul Kiev-Sveatoșîn, Kiev
Kiev-Sveatoșîn (în ucraineană Києво-Святошинський район, transliterat: Kîievo-Sveatoșînskîi raion) este un raion în regiunea Kiev, Ucraina. Reședința sa este orașul regional Kiev, care nu aparține raionului.

## Demografie
Componența lingvistică a raionului Kiev-Sveatoșîn
     Ucraineană (91,4%)
     Rusă (8,06%)
     Alte limbi (0,21%)
Conform recensământului din 2001, majoritatea populației raionului Kiev-Sveatoșîn era vorbitoare de ucraineană (91,4%), existând în minoritate și vorbitori de rusă (8,06%).